# Generador de Van de Graaff

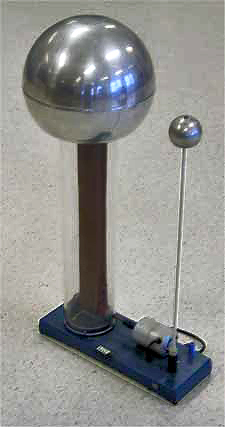
Generador de Van de Graff

Un generador de Van de Graaff és un generador electroestàtic que utilitza una cinta mòbil per a acumular grans quantitats de càrrega elèctrica a l'interior d'una esfera metàl·lica buida. Va ser inventat pel físic estatunidenc Robert J. Van de Graaff. Les diferències de potencial que es poden aconseguir actualment utilitzant el generador poden arribar fins als 5 megavolts. Les diferents aplicacions d'aquesta màquina inclouen la producció de rajos X, l'esterilització d'aliments i experiments de física de partícules i física nuclear.

## Història
El generador de Van de Graaff començà a desenvolupar-se el 1929, pel físic Robert J. Van de Graaff a la Universitat de Princeton. El primer el va construir a principis de la dècada del 1930. La primera màquina utilitzava una cinta de seda comprada en una tenda com a cinta de transport. El 1931 es fabricà una versió capaç de produir 1,000,000 volts i fou patentada. Aquesta versió tenia dues esferes de 60 cm de diàmetre; l'aparell costà només 90 dòlars.
El generador de Van de Graaf més gran del món, construït pel Dr. Van de Graaff a la dècada de 1930, es troba actualment al Museu de ciència de Boston.